# Andrew Dunn
Andrew William Dunn (* 1. Juli 1950 in London) ist ein britischer Kameramann.

## Leben
Nachdem Dunn seinen Bachelor am Christ’s College, University of Cambridge gemacht hatte, studierte er Film an der Polytechnic of Central London einem Institut der University of Westminster. Mit seinem anschließenden Job bei der BBC konnte er seinen Kindheitstraum, beim Film zu arbeiten, umsetzen. Parallel dazu drehte und entwickelte er kleine eigene Projekte und knüpfte Kontakte zum Independent-Film. Mit Andrina, einem Fernsehfilm von Bill Forsyth für die BBC, war Dunn 1981 erstmals für einen Film als Kameramann verantwortlich. In den darauffolgenden Jahren war er hauptsächlich für die Kamera von Fernsehserien und -filmen zuständig. Für den britischen Regisseur Mick Jackson, mit dem er bereits Tag Null drehte, zeigte sich Dunn in seiner ersten großen Hollywood-Produktion für Bodyguard als Kameramann verantwortlich. Ebenfalls drehte er mit ihm L.A. Story und Blackout – Ein Detektiv sucht sich selbst. Anschließend arbeitete Dunn abwechselnd sowohl in England als auch in Hollywood und arbeitete dabei für unterschiedlichste Regisseure in verschiedenen Genres. So führte er die Kamera bei den seichten Komödien von Andy Tennant in Auf immer und ewig, Sweet Home Alabama – Liebe auf Umwegen und Hitch – Der Date Doktor.
Andrew Dunn lebt mit seiner Frau Emma und den beiden gemeinsamen Kindern in Exmoor, Südengland, und in Santa Monica, Kalifornien.

## Filmografie (Auswahl)
- 1981: Andrina
- 1984: Tag Null (Threads)
- 1985: Am Rande der Finsternis (Edge of Darkness, Miniserie, 6 Episoden)
- 1987: Wettlauf zum Ruhm (Life Story)
- 1988: Der Dank des Vaterlandes (Tumbledown, Fernsehfilm)
- 1988: Across the Lake (Fernsehfilm)
- 1989: Ein fast anonymes Verhältnis (Strapless)
- 1989: Chattahoochee
- 1991: L.A. Story
- 1992: Irren ist mörderisch (Blame It on the Bellboy)
- 1992: Bodyguard (The Bodyguard)
- 1993: Der Falke des Schreckens (The Hawk)
- 1994: Ich laß’ dich nicht allein (And Then There Was One, Fernsehfilm)
- 1994: Blackout – Ein Detektiv sucht sich selbst (Clean Slate)
- 1994: Der Zufalls-Dad (A Simple Twist of Fate)
- 1994: Is There Life Out There? (Fernsehfilm)
- 1994: King George – Ein Königreich für mehr Verstand (The Madness of King George)
- 1995: The Grotesque
- 1996: Hexenjagd (The Crucible)
- 1997: In Sachen Liebe (Addicted To Love)
- 1997: Food for Ravens (Fernsehfilm)
- 1997: Strays – Lebe Dein Leben (Strays)
- 1998: Eisige Stille (Hush)
- 1998: Auf immer und ewig (Ever After: A Cinderella Story)
- 1998: Zauberhafte Schwestern (Practical Magic)
- 2000: Ein ganz gewöhnlicher Dieb – Ordinary Decent Criminal (Ordinary Decent Criminal)
- 2000: Liam
- 2001: Monkeybone
- 2001: Gosford Park
- 2002: Monte Cristo (The Count of Monte Cristo)
- 2002: Sweet Home Alabama – Liebe auf Umwegen (Sweet Home Alabama)
- 2003: Was Mädchen wollen (What a Girl Wants)
- 2003: The Boy David Story
- 2003: The Company – Das Ensemble (The Company)
- 2004: Stage Beauty
- 2004: Piccadilly Jim
- 2005: Hitch – Der Date Doktor (Hitch)
- 2005: Lady Henderson präsentiert (Mrs. Henderson Presents)
- 2006: Die History Boys – Fürs Leben lernen (The History Boys)
- 2006: Miss Potter
- 2007: Hot Rod – Mit Vollgas durch die Hölle (Hot Rod)
- 2008: Good
- 2009: Precious – Das Leben ist kostbar (Precious: Based on the Novel “Push” by Sapphire)
- 2010: Ausnahmesituation (Extraordinary Measures)
- 2010: So spielt das Leben (Life as We Know It)
- 2011: Crazy, Stupid, Love.
- 2012: Vielleicht lieber morgen (The Perks of Being a Wallflower)
- 2013: Sommer im Februar (Summer in February)
- 2013: Der Butler (The Butler)
- 2013: Hello Carter
- 2014: Endless Love
- 2014: Effie Gray
- 2015: Es ist kompliziert..! (Man Up)
- 2015: The Lady in the Van
- 2015: Ithaca
- 2016: Bridget Jones’ Baby (Bridget Jones’s Baby)
- 2016: Die Jones – Spione von nebenan (Keeping Up with the Joneses)
- 2017: Red Nose Day Actually (Kurzfilm)
- 2017: Kindeswohl (The Children Act)
- 2017: My Country (Fernsehfilm)
- 2018: Book Club – Das Beste kommt noch (Book Club)
- 2020: The Secret –  Traue dich zu träumen (The Secret: Dare to Dream)
- 2021: Flora & Ulysses
- 2021: The United States vs. Billie Holiday
- 2022: Downton Abbey II: Eine neue Ära (Downton Abbey: A New Era)
- 2022: Ghislaine Maxwell: Stinkreich (Ghislaine Maxwell: Filthy Rich, Dokumentarfilm)
- 2023: Love Again
- 2023: Book Club – Ein neues Kapitel (Book Club: The Next Chapter)
- 2024: Eifersucht (Killer Heat)

## Auszeichnungen
- BAFTA Award
  - 1994 – Beste Kamera – King George – Ein Königreich für mehr Verstand (nominiert)